# Степанов Прилук
Степанов Прилук — деревня в Устьянском районе Архангельской области.

## География
Находится в южной части Архангельской области на расстоянии приблизительно 4 км на северо-восток по прямой от административного центра района поселка Октябрьский на правом берегу реки Устья.

## История
В 1859 году здесь (деревня Вельского уезда Вологодской губернии) было учтено 8 дворов. До 2022 года входила в Шангальское сельское поселение до его упразднения.

## Население
Численность населения: 51 человек (1859 год), 23 (русские 96 %) в 2002 году, 19 в 2010.